# Tumescenza
La tumescenza è lo stato di rigonfiamento di un organo causato da un incremento del volume dello stesso da parte di un importante afflusso di sangue. La tumescenza di solito si riferisce al normale aumento del flusso sanguigno (congestione vascolare) dei tessuti erettili, che segna l'inizio dell'eccitazione sessuale per una possibile attività sessuale. L'organo sessuale tumescente negli uomini è il pene e nelle donne è il clitoride.
La detumescenza è l'inversione di questo processo, mediante il quale il sangue lascia il tessuto erettile, che ritornando allo stato iniziale, non è più turgido. La causa di un'erezione viene a volte indicato con i termini tumefier (tumefyer) o tumescer.

## Tumescenza peniena notturna
Regolarmente, agli uomini che manifestano disfunzione erettile viene effettuato un test durante la tuminescenza notturna (NPT), di solito in un periodo di tre giorni. Tale test rileva la presenza di un'erezione che si verifica durante il sonno utilizzando:
- un piccolo computer portatile collegato a due bande poste attorno base del pene che registra la tumescenza del pene;
- una striscia di nastro di carta con delle piccole perforazioni (simile ai francobolli) che si applica e adatta perfettamente alla base del pene e che si spezzerà durante la tumescenza notturna del pene.

L'obiettivo del test notturno della tumescenza del pene è determinare se un uomo può avere un'erezione mentre dorme ed è incosciente dopo aver riferito di non essere in grado di avere una mentre è cosciente e sveglio. Se un uomo ottiene un'erezione mentre dorme, ma non può ottenerne una durante la veglia, di solito si sospetta una causa psicologica o un effetto collaterale di un qualche farmaco.